# 마쓰다이라 노부토시
마쓰다이라 노부토시(일본어: 松平信利, 1659년 6월 13일 ~ 1677년 1월 1일)는 단바 사사야마 번의 제3대 번주이다.
1659년 6월 13일(만지 2년 4월 24일), 제2대 번주인 마쓰다이라 스케노부의 차남으로 에도에서 태어났다. 1673년 1월 7일(간분 12년 11월 20일)에 아버지가 죽자, 1673년(간분 13년) 3월 7일에 가독을 이어 제3대 번주가 되었다. 1674년 2월 3일(간분 13년 12월 28일)에는 종5위하 슈젠노카미(主膳正)에 서임된다.
그러나 아직 어렸기 때문에, 번정(藩政)은 은거하고 있던 조부 마쓰다이라 야스노부가 대행했다. 1675년(엔포 3년 5월), 산킨코타이로 에도로 올라가던 중에 병이 나서 사사야마로 귀국한다. 하지만 병은 호전되지 않고, 1677년 1월 1일(엔포 4년 11월 28일)에 사사야마에서 죽었다. 향년 18세.
뒤는 친동생이자 양자인 노부쓰네가 이었다.
| 전임 마쓰다이라 스케노부 | 제9대 가타하라 마쓰다이라 가 당주 1673년 ~ 1676년 | 후임 마쓰다이라 노부쓰네 |

| 전임 마쓰다이라 스케노부 | 제3대 사사야마 번 번주 (가타하라 마쓰다이라 가) 1673년 ~ 1676년 | 후임 마쓰다이라 노부쓰네 |